# Self Defense Family
Self Defense Family (acortado a Self Defense y anteriormente conocido como End of a Year) es una banda estadounidense de post-punk formada en 2003 con miembros estadounidenses e ingleses.  
La banda ha publicado seis álbumes de larga duración, sumado a una decena de EPs, singles y splits. 

## Historia
End of a Year empezó como proyecto paralelo para varios músicos oriundos de Albany, Nueva York, y ya estaban implicados en bandas de tiempo completo. Habiendo gastado tiempo en bandas más pesadas, End of a Year estuvo interesado en probar algo más melódico. Tomando su nombre de una canción de Embrace, el sonido original de la banda era altamente influido por la era de Revolution Summer en bandas de DC .
La banda grabó una demostración boombox para dar en su primer espectáculo, el cual tuvo lugar en SUNY Albany. Poco después, un demo más formal titulado "Warm" . 
Un álbum de larga duración, Disappear Here, apareció en las disqueras locales Oneohfive y Losingface Records. La banda más tarde publicó un Split 7" con la banda de Massachusetts Slave Union. Esta grabación fue tomando la atención de Revelation Records, y la banda hizo el salto en 2006, grabando su primer álbum de larga duración para la etiqueta de California en la primavera de aquel año.
Sincerely estuvo grabado con Don Zientara en Inner Ear Studio, añadiendo a la percepción que la banda tenía centrado en el sonido de DC.
En la primavera de 2009 la banda liberó un EP para Deathwish Inc. y anunció planes para una publicación de un álbum de largar duración para la discográfica. En 2010, Deathwish Inc publicó el tercer álbum de larga duración de la banda titulado  You Are Beneath Me.
La banda a menudo nombra a las canciones sobre personas reales con letras referidas a ellas. Algunas personas le han dado títulos de canción para incluir a la banda.
- Audrey Kishline, anterior propuesta de Moderation Management
- Micheal Ray Richardson, jugador de baloncesto de NBA anterior y entrenador actual del Lawton-Fort Sill Caballería
- Michael Larson, notable para su que rompe récord winnings en la Prensa de espectáculo de juego americana Vuestra Suerte
- William Kennedy, autor de Albany
- Charles Cohete, comediante y actor
- Marissa Wendolovske, artista contemporáneo
- Eddie Antar, uno cronometra proprietor de Eddie Loco Electrónica
- Labrador de Jose del Phillip, americano autor de fantasía
- Emanuela Orlandi, chica adolescente de quién desaparición de la Ciudad del Vaticano

A finales de 2010, la banda anunció que serían "reformados", el grupo oficialmente incluiría en todas las giras a los músicos de sesión que habían trabajado con ellos hasta aquel punto, así como cambiando el nombre del grupo a Self Defense Family. Para estar de acuerdo este anuncio, ellos publicaron cuatro canciones del You Are Beneath Me con Patrick Kindlon, incluyendo una canción que fue también rehecha a una versión acústica.
Las giras de la banda desde entonces han sido en base de quien dispone en ese momento, con la misma actitud a la hora de elegir formaciones para su producción de estudio. Este formato se llevó a su punto máximo desde el principio, cuando una formación de la banda dio un concierto en Connecticut mientras que otra formación viajó a Jamaica para grabar música para el primer 7 pulgadas de su serie Island de sencillos. Como tal, ningún miembro de Self Defense Family ha tocado en todos los programas ni en todas las grabaciones.

## Nombre de banda
El grupo formado en 2003 bajo el Fin "End of a Year" derivado de una canción de Embrace del mismo nombre. Después de su álbum de 2010  You Are Beneath Me, el grupo quiso cambiar su nombre a "Self Defense". Como nombre provisional para facilitar la transición entre nombres, Self Defense pasó a llamarse "End Of A Year Self Defense Family" y ocasionalmente "Self Defense Music". El vocalista Patrick Kindlon comparó la transición a los cambios de nombre de Will Oldham. Según Kindlon, el nombre de la banda de Oldham pasó de "Palace Brothers a Palace Songs, Palace Music, Bonnie Prince Billy y Will Oldham". En varias publicaciones de vinilo, Self Defense utilizó varios apodos "también conocidos como": Barf Spectrum, Meredith Hunter, Comforter, Pewter Wizards y Weird Field.

## Discografía

### Álbumes de estudio
| Álbum                          | Año  | Sello         | Nombre de la banda  |
| ------------------------------ | ---- | ------------- | ------------------- |
| Disappear Here                 | 2004 | Oneohfive     | End of a Year       |
| Sincerely                      | 2006 | Revelation    | End of a Year       |
| You Are Beneath Me             | 2010 | Deathwish     | End of a Year       |
| Try Me                         | 2014 | Deathwish     | Self Defense Family |
| Heaven Is Earth                | 2015 | Deathwish     | Self Defense Family |
| Have You Considered Punk Music | 2018 | Run For Cover | Self Defense Family |

### Singles y EPs
| Álbum                                                   | Año  | Sello              | Nombre de la banda                |
| ------------------------------------------------------- | ---- | ------------------ | --------------------------------- |
| Warm                                                    | 2004 | autolanzamiento    | End of a Year                     |
| We Understand Europeans Are a Sexual People             | 2007 | Blacktop           | End of a Year                     |
| End of a Year                                           | 2009 | Deathwish          | End of a Year                     |
| More Songs about Transportation and Intercourse         | 2010 | Hex                | End of a Year                     |
| The Sorrowful and Immaculate Heart of Emanuela Orlandi  | 2011 | Disposable Culture | End of a Year                     |
| End of a Year with Caroline Corrigan                    | 2011 | auto-lanzamiento   | End of a Year                     |
| "I Heard Crime Gets You Off"                            | 2011 | Run for Cover      | End of a Year Self Defense Family |
| Bacha Bazi                                              | 2011 | CumHard420         | Self Defense Family               |
| "I'm Going Through Some Shit"                           | 2011 | Deathwish          | Self Defense Family               |
| "Self Immolation Family"                                | 2012 | Deathwish          | Self Defense Family               |
| Live From Krazy Fest                                    | 2012 | Head2Wall          | Self Defense Family               |
| The Corrections Officer In Me                           | 2013 | Family Drugs       | Self Defense Family               |
| You Are Beneath Her                                     | 2013 | Iron Pier          | Self Defense Family               |
| Two Genuine Oddities From Our Distant Past              | 2014 | Driftwood          | Self Defense Family               |
| I Tried To Make Something You Would Enjoy               | 2014 | Triple-B           | Self Defense Family               |
| "Indoor Wind Chimes"                                    | 2014 | Deathwish          | Self Defense Family               |
| Duets                                                   | 2014 | Iron Pier          | Self Defense Family               |
| Talia                                                   | 2015 | Deathwish          | Self Defense Family               |
| When The Barn Caves In b/w Alan                         | 2015 | Iron Pier          | Self Defense Family               |
| Superior                                                | 2016 | Run For Cover      | Self Defense Family               |
| The Power Does Not Work In the Presence Of Nonbelievers | 2016 | Bad Paintings      | Self Defense Family               |
| Colicky                                                 | 2016 | Iron Pier          | Self Defense Family               |
| Bastard Form B/W Maybe You Could Explain It To Me       | 2017 | Alternative Labels | Self Defense Family               |
| BBC Session                                             | 2017 | Deathwish          | Self Defense Family               |
| Wounded Masculinity                                     | 2017 | Triple-B           | Self Defense Family               |
| Working People (Part 1)                                 | 2018 | Run For Cover      | Self Defense Family               |
| Performative Guilt                                      | 2019 | 6131               | Self Defense Family               |
| Kitten Beach                                            | 2020 | Run For Cover      | Self Defense Family               |
| Jesus Of Nazareth                                       | 2020 | Run For Cover      | Self Defense Family               |
| Leeds                                                   | 2020 | Run For Cover      | Self Defense Family               |

### Splits
| Álbum | Año  | Sello                  | Split con                                                                                   | Nombre de la banda          |
| --- | ---- | ---------------------- | ------------------------------------------------------------------------------------------- | --------------------------- |
| We Mate for Life | 2005 | Slave Union            | Three Fifteen                                                                               | End of a Year               |
| End of a Year / Fire Team Charlie                                                                                   | 2006 | Sticky Translucent Goo | Fire Team Charlie                                                                           | End of a Year               |
| End of a Year / Kids Explode                                                                                        | 2007 | Narshardaa             | Kids Explode                                                                                | End of a Year               |
| Adorno / End of a Year                                                                                              | 2008 | Existencia             | Adorno                                                                                      | End of a Year AKA Comforter |
| End of a Year / Red Tape Parade                                                                                     | 2008 | Cobra X                | Red Tape Parade                                                                             | End of a Year               |
| Shook Ones / End of a Year                                                                                          | 2008 | Runner Up              | Shook Ones                                                                                  | End of a Year               |
| End of a Year / Segwei                                                                                              | 2010 | Alliance Trax          | Segwei                                                                                      | End of a Year               |
| Split Recording | 2011 | Trouble Monkey         | Fires                                                                                       | Self Defense Family         |
| Tigers Jaw / The World Is a Beautiful Place & I Am No Longer Afraid to Die / Code Orange Kids / Self Defense Family | 2013 | Run For Cover          | Code Orange Kids, Tigers Jaw, The World Is a Beautiful Place & I Am No Longer Afraid to Die | Self Defense Family         |
| Stalwart Sons / Self Defense Family                                                                                 | 2013 | Revolution Winter      | Stalwart Sons                                                                               | Self Defense Family         |
| Self Defense Family / Goodtime Boys                                                                                 | 2013 | Palm Reader            | Goodtime Boys                                                                               | Self Defense Family         |
| Least Violent Time In Human History                                                                                 | 2013 | Harm Reduction         | Axis                                                                                        | Self Defense Family         |
| Run For Cover Records - Mixed Singles Vol. 1                                                                        | 2013 | Run For Cover          | Creative Adult, Anne, Grey Zine                                                             | Self Defense Family         |
| Self Defense Family / Meredith Hunter                                                                               | 2014 | Run For Cover          | Meredith Hunter                                                                             | Self Defense Family         |
| Self Love | 2015 | Deathwish Inc.         | Touché Amoré                                                                                | Self Defense Family         |
| Self Defense Family / Creative Adult                                                                                | 2015 | Deathwish Inc.         | Creative Adult                                                                              | Self Defense Family         |
| Split 7" | 2016 | Protagonist Music      | Null                                                                                        | Self Defense Family         |

### Compilaciones
| Álbum                     | Año  | Sello         | Nombre de la banda  |
| ------------------------- | ---- | ------------- | ------------------- |
| German Industrial Ballads | 2015 | Bad Paintings | Self Defense Family |

## Videografía
- "The Things You Like" / "I'm Going Through Some Shit" (2011)
- "Tithe Pig" (2014)[4]
- "Talia" (2015)[3]
- "Dave Sim" (2015)